# Volta a Cataluña 1970
La Volta a Cataluña 1970 fue la 50.ª edición de la Volta a Cataluña. Se disputó en 9 etapas del 10 al 18 de septiembre de 1970 con un total de 1.565 km. El vencedor final fue el italiano Franco Bitossi del equipo Filotex por delante de Francisco Galdós del Kas, y de Bernard Labourdette del Fagor-Mercier. Bitossi ganó la "Volta", dominando la carrera desde la primera etapa y aprovechando la lucha entre los otros equipos.
La primera y séptima etapas estaban divididas en dos sectores. Había dos contrarrelojes, una por equipos en la primera etapa en Tarragona y otra individual en el segundo sector de la séptima etapa en Mataró.
Hubo bonificaciones de 20 y 10 a los dos primeros de cada etapa, de 10, 6 y 3 segundos a los primeros en los altos de primera, segunda y tercera categoría respectivamente. Si entre los dos primeros de cada etapa había distancia de tiempo, al primer se le daban también algunos segundos de bonificación (el 10% de la distancia entre ellos).

## Etapas
| Etapa | Fecha            | Ciudades de etapa                | km    | Vencedor de la etapa | Líder de la general |
| ----- | ---------------- | -------------------------------- | ----- | -------------------- | ------------------- |
| 1.ª A | 10 de septiembre | Manresa – Tarragona              | 180,4 | Franco Bitossi       | Franco Bitossi      |
| 1.ª B | 10 de septiembre | Tarragona - Tarragona (CRE)      | 9,8   | Bic Fagor-Mercier    | Franco Bitossi      |
| 2.ª   | 11 de septiembre | Tarragona – Tortosa              | 173,7 | Ugo Colombo          | Ugo Colombo         |
| 3.ª   | 12 de septiembre | Tortosa – Lérida                 | 139,2 | Michael Wright       | Ugo Colombo         |
| 4.ª   | 13 de septiembre | Lérida - Viella                  | 225,0 | Vicente López Carril | Ugo Colombo         |
| 5.ª   | 14 de septiembre | Tremp - Puigcerdá                | 165,4 | Miguel Mari Lasa     | Franco Bitossi      |
| 6.ª   | 15 de septiembre | Alp - Gerona                     | 185,9 | Manuel Mesa          | Franco Bitossi      |
| 7.ª A | 16 de septiembre | Gerona - Mollet del Vallès       | 159,1 | Agustín Tamames      | Franco Bitossi      |
| 7.ª B | 16 de septiembre | Mollet del Vallès – Mataró (CRI) | 32,2  | Luis Ocaña           | Franco Bitossi      |
| 8.ª   | 17 de septiembre | Mataró - Calafell                | 170,6 | Marc Sohet           | Franco Bitossi      |
| 9.ª   | 18 de septiembre | Segur de Calafell - Barcelona    | 124,2 | José Manuel Fuente   | Franco Bitossi      |

### 1.ª etapa A[1]
10-09-1970: Manresa – Tarragona, 180,4:
| Resultado de la 1ª etapa A \| \| Pos. \| Equipo \| Tiempo \| \| - \| -------------- \| ----------------- \| ---------- \| \| 1 \| Franco Bitossi \| Filotex \| 5h 18' 11" \| \| 2 \| Ramón Sáez \| Werner \| m. t. \| \| 3 \| René Pijnen \| Willem II-Gazelle \| m. t. \| |                |                   |            |
| | Pos.           | Equipo            | Tiempo     |
| 1 | Franco Bitossi | Filotex           | 5h 18' 11" |
| 2 | Ramón Sáez     | Werner            | m. t.      |
| 3 | René Pijnen    | Willem II-Gazelle | m. t.      |

### 1.ª etapa B
10-09-1970: Tarragona - Tarragona, 10,8 (CRE):
|Resultado del Prólogo
|   | Pos.              | Equipo  | Tiempo  |
| - | ----------------- | ------- | ------- |
| 1 | Bic Fagor-Mercier | Francia | 52' 00" |
| 3 | Filotex           | Italia  | + 12"   |

|Clasificación general después de la 1ª etapa
|   | Ciclista         | Equipo        | Tiempo     |
| - | ---------------- | ------------- | ---------- |
| 1 | Franco Bitossi   | Filotex       | 5h 17' 50" |
| 2 | Domingo Perurena | Fagor-Mercier | + 06"      |
| 3 | Luis Zubero      | Kas           | + 11"      |

### 2.ª etapa[2]
11-09-1970: Tarragona – Tortosa, 173,7 km.:
|   | Ciclista       | Equipo  | Tiempo     |
| - | -------------- | ------- | ---------- |
| 1 | Ugo Colombo    | Filotex | 4h 51' 16" |
| 2 | Marc Sohet     | Bic     | + 08"      |
| 3 | Franco Bitossi | Filotex | + 42"      |

|   | Ciclista       | Equipo  | Tiempo      |
| - | -------------- | ------- | ----------- |
| 1 | Ugo Colombo    | Filotex | 10h 09' 03" |
| 2 | Marc Sohet     | Bic     | + 13"       |
| 3 | Franco Bitossi | Filotex | + 43"       |

### 3.ª etapa[3]
12-09-1970: Tortosa – Lérida, 139,2 km.:
|   | Ciclista       | Equipo  | Tiempo     |
| - | -------------- | ------- | ---------- |
| 1 | Michael Wright | Bic     | 3h 51' 50" |
| 2 | Franco Bitossi | Filotex | m. t.      |
| 3 | Julián Cuevas  | Karpy   | m. t.      |

|   | Ciclista       | Equipo  | Tiempo      |
| - | -------------- | ------- | ----------- |
| 1 | Ugo Colombo    | Filotex | 14h 00' 53" |
| 2 | Marc Sohet     | Bic     | + 13"       |
| 3 | Franco Bitossi | Filotex | + 35"       |

### 4.ª etapa[4]
13-09-1970: Lérida - Viella, 225,0 km.:
|   | Ciclista             | Equipo  | Tiempo     |
| - | -------------------- | ------- | ---------- |
| 1 | Vicente López Carril | Kas     | 7h 02' 22" |
| 2 | Fabrizio Fabbri      | Filotex | m. t.      |
| 3 | Luis Zubero          | Kas     | m. t.      |

|   | Ciclista         | Equipo        | Tiempo      |
| - | ---------------- | ------------- | ----------- |
| 1 | Ugo Colombo      | Filotex       | 21h 03' 15" |
| 2 | Franco Bitossi   | Filotex       | + 25"       |
| 3 | Domingo Perurena | Fagor-Mercier | + 45"       |

### 5.ª etapa[5]
14-09-1970: Tremp - Puigcerdá, 165,4 km. :
|   | Ciclista         | Equipo    | Tiempo     |
| - | ---------------- | --------- | ---------- |
| 1 | Miguel Mari Lasa | La Casera | 4h 29' 28" |
| 2 | Franco Bitossi   | Filotex   | m. t.      |
| 3 | Luis Zubero      | Kas       | + 03"      |

|   | Ciclista         | Equipo  | Tiempo      |
| - | ---------------- | ------- | ----------- |
| 1 | Franco Bitossi   | Filotex | 25h 32' 58" |
| 2 | Luis Zubero      | Kas     | + 34"       |
| 3 | Francisco Galdós | Kas     | + 1' 09"    |

### 6.ª etapa
15-09-1970: Alp - Gerona, 185,9 km. :
|   | Ciclista         | Equipo    | Tiempo     |
| - | ---------------- | --------- | ---------- |
| 1 | Manuel Mesa      | Werner    | 4h 56' 49" |
| 2 | Franco Bitossi   | Filotex   | + 3' 41"   |
| 3 | Miguel Mari Lasa | La Casera | m. t.      |

|   | Ciclista         | Equipo  | Tiempo      |
| - | ---------------- | ------- | ----------- |
| 1 | Franco Bitossi   | Filotex | 30h 33' 18" |
| 2 | Luis Zubero      | Kas     | + 44"       |
| 3 | Francisco Galdós | Kas     | + 1' 19"    |

### 7.ª etapa A[6]
16-09-1970: Gerona - Mollet del Vallès, 159,1:
| Resultado de la 1ª etapa A \| Pos. \| Ciclista \| Equipo \| Tiempo \| \| ---- \| ------------------- \| ----------------- \| ---------- \| \| 1 \| Agustín Tamames \| Werner \| 4h 01' 52" \| \| 2 \| Domingo Perurena \| Fagor-Mercier \| m. t. \| \| 3 \| Jos van der Vleuten \| Willem II-Gazelle \| m. t. \| |                     |                   |            |
| Pos. | Ciclista            | Equipo            | Tiempo     |
| 1 | Agustín Tamames     | Werner            | 4h 01' 52" |
| 2 | Domingo Perurena    | Fagor-Mercier     | m. t.      |
| 3 | Jos van der Vleuten | Willem II-Gazelle | m. t.      |

### 7.ª etapa B
16-09-1970: Mollet del Vallès – Mataró, 32,2 km. (CRI):
|Resultado del Prólogo
| Pos. | Ciclista            | Equipo        | Tiempo  |
| ---- | ------------------- | ------------- | ------- |
| 1    | Luis Ocaña          | Bic           | 45' 26" |
| 2    | Bernard Labourdette | Fagor-Mercier | + 05"   |
| 3    | Francisco Galdós    | Kas           | + 20"   |

|Clasificación general después de la 7ª etapa
|   | Ciclista            | Equipo        | Tiempo      |
| - | ------------------- | ------------- | ----------- |
| 1 | Franco Bitossi      | Filotex       | 35h 22' 30" |
| 2 | Francisco Galdós    | Kas           | + 1' 02"    |
| 3 | Bernard Labourdette | Fagor-Mercier | + 2' 18"    |

### 8.ª etapa[7]
17-09-1970: Mataró - Calafell, 170,6 km.:
|   | Ciclista         | Equipo        | Tiempo     |
| - | ---------------- | ------------- | ---------- |
| 1 | Marc Sohet       | Bic           | 4h 41' 06" |
| 2 | Domingo Perurena | Fagor-Mercier | + 1' 52"   |
| 3 | Michael Wright   | Bic           | + 1' 53"   |

|   | Ciclista            | Equipo        | Tiempo      |
| - | ------------------- | ------------- | ----------- |
| 1 | Franco Bitossi      | Filotex       | 40h 05' 31" |
| 2 | Francisco Galdós    | Kas           | + 1' 02"    |
| 3 | Bernard Labourdette | Fagor-Mercier | + 2' 18"    |

### 9.ª etapa[8]
18-09-1970:  Segur de Calafell - Barcelona, 124,2 km.:
|   | Ciclista             | Equipo | Tiempo     |
| - | -------------------- | ------ | ---------- |
| 1 | José Manuel Fuente   | Karpy  | 2h 54' 09" |
| 2 | José Luis Uribezubia | Kas    | m. t.      |
| 3 | Agustín Tamames      | Werner | + 51"      |

|   | Ciclista            | Equipo        | Tiempo      |
| - | ------------------- | ------------- | ----------- |
| 1 | Franco Bitossi      | Filotex       | 43h 00' 31" |
| 2 | Francisco Galdós    | Kas           | + 1' 05"    |
| 3 | Bernard Labourdette | Fagor-Mercier | + 2'21"     |

## Clasificación General
|    | Ciclista            | Equipo        | Tiempo      |
| -- | ------------------- | ------------- | ----------- |
|    | Franco Bitossi      | Filotex       | 43h 00' 31" |
| 2  | Francisco Galdós    | Kas           | + 1' 05"    |
| 3  | Bernard Labourdette | Fagor-Mercier | + 2' 21"    |
| 4  | Miguel Mari Lasa    | La Casera     | + 2' 28"    |
| 5  | Luis Zubero         | Kas           | + 2' 41"    |
| 6  | Jesús Manzaneque    | Werner        | + 3' 19"    |
| 7  | Ventura Díaz        | Werner        | + 3' 52"    |
| 8  | Enrique Sahagún     | La Casera     | + 4' 42"    |
| 9  | Gabriel Mascaró     | Kas           | + 4' 56"    |
| 10 | Luis Ocaña          | Bic           | + 5' 05"    |

## Clasificaciones secundarias
|   | Ciclista         | Equipo        | Puntos    |
| - | ---------------- | ------------- | --------- |
| 1 | Domingo Perurena | Fagor-Mercier | 38 puntos |
| 2 | Gabriel Mascaró  | Kas           | 25 puntos |
| 3 | Luis Zubero      | Kas           | 22 puntos |

|   | Ciclista         | Equipo  | Puntos    |
| - | ---------------- | ------- | --------- |
| 1 | José Gómez Lucas | Werner  | 29 puntos |
| 2 | Franco Bitossi   | Filotex | 10 puntos |
| 3 | Luis Ocaña       | Bic     | 9 puntos  |

|   | Ciclista            | Equipo        | Puntos     |
| - | ------------------- | ------------- | ---------- |
| 1 | Franco Bitossi      | Filotex       | 143 puntos |
| 2 | Bernard Labourdette | Fagor-Mercier | 111 puntos |

|   | Equipo    | Nacionalidad | Tiempo       |
| - | --------- | ------------ | ------------ |
| 1 | Kas       | España       | 172h 16' 28" |
| 2 | Werner    | España       | + 8' 19"     |
| 3 | La Casera | España       | + 17' 36"    |